# Роберт Бош
Ро́берт Бош (нім. Robert Bosch; 23 вересня 1861 — 12 березня 1942) — німецький інженер, винахідник свічки запалювання та магнето, відомий також як промисловець та філантроп. Засновник однойменної фірми «Robert Bosch GmbH».

## Біографія

### Ранні роки

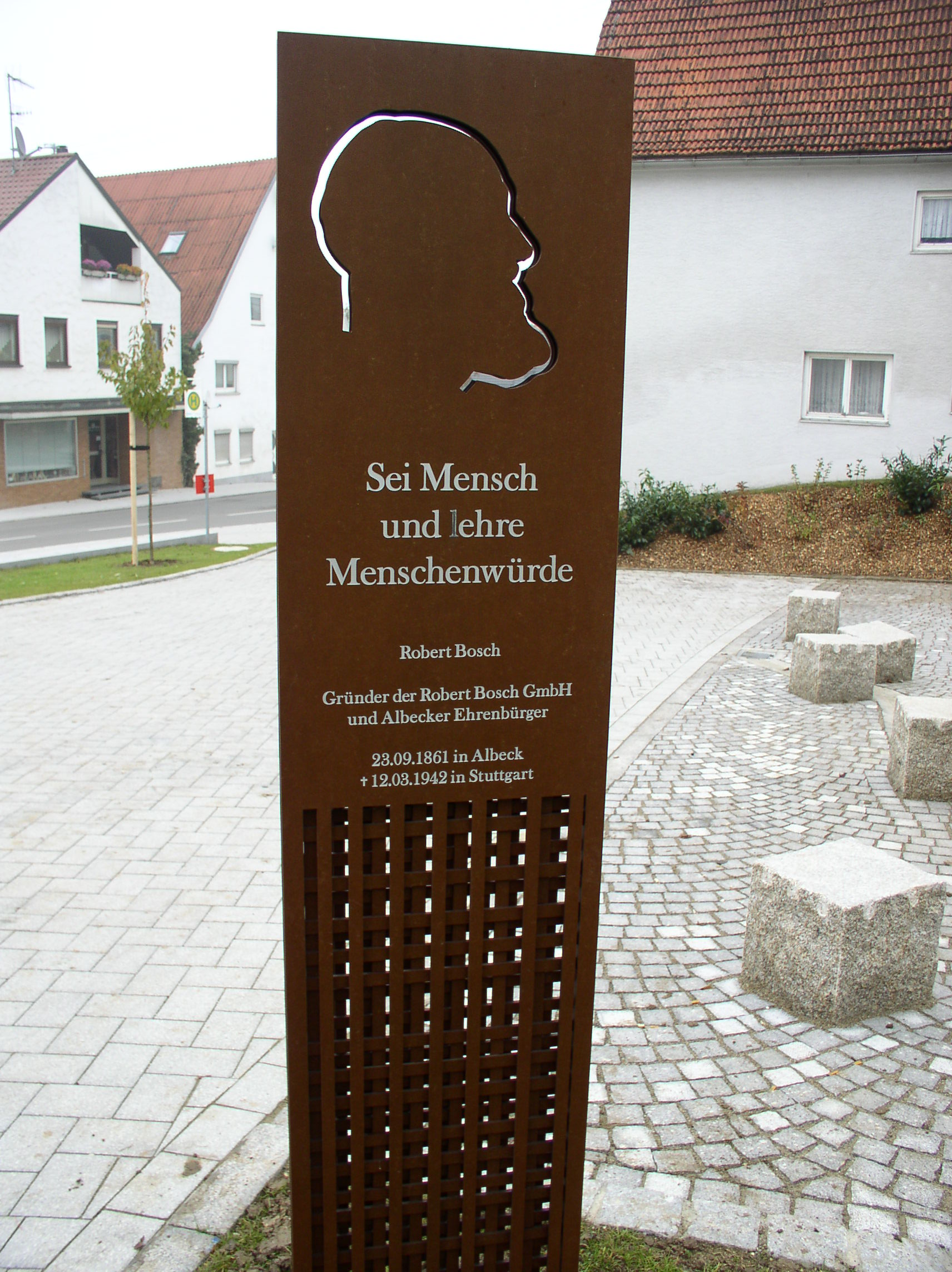
Пам'ятник Роберту Бошу в Альбеку

Роберт Бош, одинадцята дитина в сім'ї з дванадцяти, народився у 1861 році в невеликому містечку Альбек (зараз — у складі Лангенау), неподалік від міста Ульм. Його батько, Серваціус Бош, був заможним селянином і вважався дуже освіченою і начитаною людиною для свого соціального середовища. Він володів готелем і броварнею, а також мав окрему ділянку землі, за проїзд по якій збирав мито.
Навесні 1869 року сім'я Бошів перебралася до Ульма. З 1869 до 1876 року Роберт Бош навчався в Ульмській школі, а потім влаштувався на роботу помічником майстра з механіки й оптики. З 1 жовтня 1881 до 1 жовтня 1882 року був на добровільній військовій службі в 13-му інженерному батальйоні, яку завершив у званні унтерофіцера і офіцер-аспіранта. У 1894 році Бош як вільний студент відвідував лекції у Вищій технічній школі Штутгарта, щоб, як згодом він сказав, «позбутися страху перед технічною термінологією».
З 1884 до 1886 року Бош побував у США, Великій Британії та подорожував по німецьких містах, де працював на різних підприємствах, щоб чогось навчитися.

### Заснування компанії
15 листопада 1886 року Бош заснував у Штутгарті власну фірму, що отримала назву «Майстерня точної механіки й електротехніки» (нім. Werkstätte für Feinmechanik und Elektrotechnik). У перші роки після відкриття власної справи йому доводилося нелегко, адже левова частка прибутку йшла на закупівлю нового обладнання. У цей час Бош займався в основному ремонтом та встановленням електричного устаткування (телефонів, телеграфних апаратів, систем блискавкозахисту тощо), але також іноді змушений був братися і за непрофільні замовлення (ремонт друкарських машинок, фотокамер). До своїх клієнтів він їздив велосипедом і привчав до цього своїх співробітників. Така його поведінка викликала чималу цікавість у жителів Штутгарта, оскільки тоді такий спосіб пересування вважався вельми незвичним.

### Система запалювання від магнето

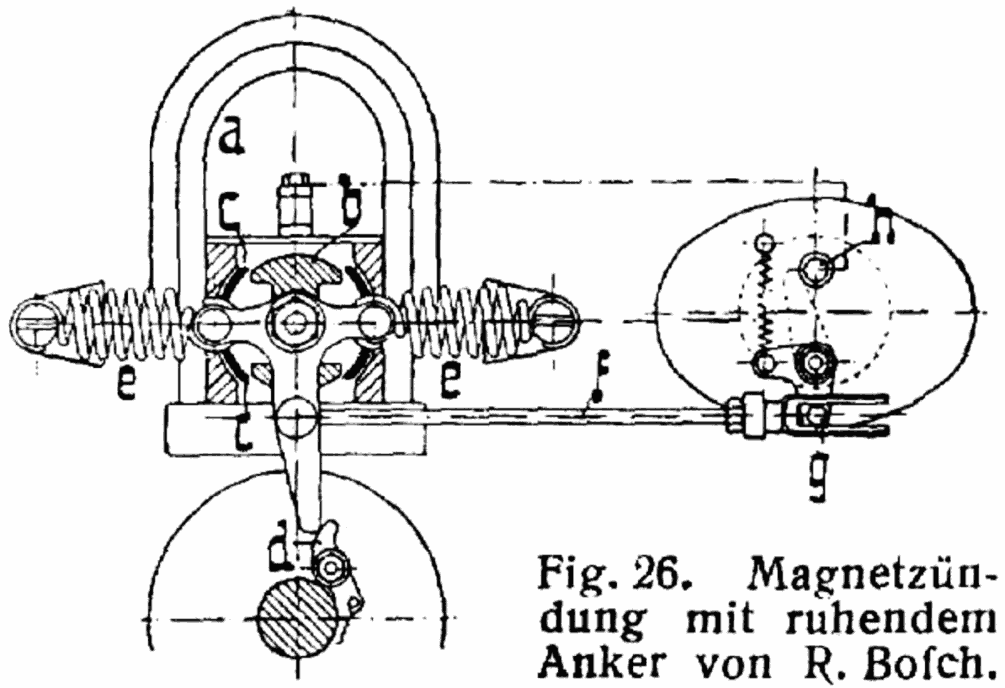
Магнето

У 1887 фірма Боша на замовлення одного з клієнтів розробила на основі незапатентованого пристрою компанії Deutz AG перший комерційно успішний низьковольтний пристрій запалювання від магнето для стаціонарного газового двигуна. Однак випробування показали, що він мало підходить для серійного використання. Після декількох місяців розробок компанії вдалося вдосконалити апарат, завдяки чому кількість замовлень різко зросла, і до початку 1890-х років на пристрої запалювання від магнето припадала більша частина обсягу продажів фірми.
У 1897 році Бош на замовлення компанії «Daimler» адаптував пристрій запалювання від магнето на двигун транспортного засобу — трициклу «De Dion Bouton». Успішно впоравшись із цим завданням, Бош розв'язав проблему запалювання для високооборотних автомобільних двигунів внутрішнього згоряння — одну з головних технічних проблем становлення автомобільної техніки.
Одночасно з винаходом магнето Роберт Бош зайнявся удосконаленням свічки запалювання. Першим свічки у двигуні застосував Карл Бенц, але, не зумівши підібрати належного матеріалу для ізолятора та електродів, полишив цю справу. Однак це вдалося Бошу — ізолятори він став робити керамічними, а електроди — зі спеціального жаростійкого сплаву. Магнето і вдосконалена свічка запалювання досягли небувалого технічного рівня, і справи фірми різко пішли вгору. Бош будує в Штутгарті новий завод з виробництва свічок і магнето, згодом ще один у сусідньому містечку Фойєрбах.
У 1908 році на фірмі створюють котушку багатоіскрового запалювання, а два роки по тому і розподільник запалювання. У 1913 році завдяки фірмі «Bosch» — з'явився електричний стартер.

### Розширення компанії
Повільно, але постійно компанія зростала. Після 10 років діяльності у «Bosch» працювало 16 співробітників, ще через п'ять років  — 45 і ще через п'ять років — до 4500. Тричі змінювалося розташування штаб-квартири підприємства, перш ніж остаточно, у 1901 році, Роберт Бош міг запустити справжню фабрику. У новій будівлі, яка мала напис «Електротехнічний завод», приміщення були підготовлені до сучасного виробництва, що базувалося на розподілі праці. Тепер Бош зміг реалізувати те, чого він навчився в Америці, де вже існувало серійне виробництво в умовах поділу праці.
Своє розширення за кордоном компанія Боша розпочала з початку XX століття: спочатку у Великій Британії, а згодом і в інших європейських країнах. У 1910 році у Спрингфілді (штат Массачусетс) було збудовано першу фабрику Боша у США, а у 1914 році ще один завод було відкрито в Плейнфілді (штат Нью-Йорк). Представництва «Bosch» було також відкрито в Південній Америці, Азії, Африці і Австралії. Завдяки цьому до 1913-го близько 88 % продукції компанії продавалось за рубежем.
Після Другої світової війни всі іноземні представництва компанії було конфісковано, але незабаром їй вдалося відновити свою міжнародну комерційну мережу. Значним досягненням того часу стало створення компанією Боша паливного насоса високого тиску для дизельного двигуна.

### Політична діяльність
Роберт Бош завжди був політично активним і не приховував своїх ліберальних поглядів. У 1920-30-і роки його основна увага була приділена питанню перемир'я Німеччини та Франції, оскільки він вважав, що досягнення взаєморозуміння між двома сусідами стане важливим кроком до об'єднання Європи. Бош також був противником нацистського режиму і надавав підтримку антифашистському опору у 1930-ті роки.

### Благодійність
З 1880 року Бош був членом американського «Ордену лицарів праці». У 1910 році він пожертвував близько мільйона німецьких марок Вищій технічній школі Штутгарта. У період Першої світової війни він, відмовившись від прибутку на постачанні озброєнь, перераховував мільйони на благодійність. У 1940 році відбулось відкриття побудованої його коштом лікарні.

## Особисте життя

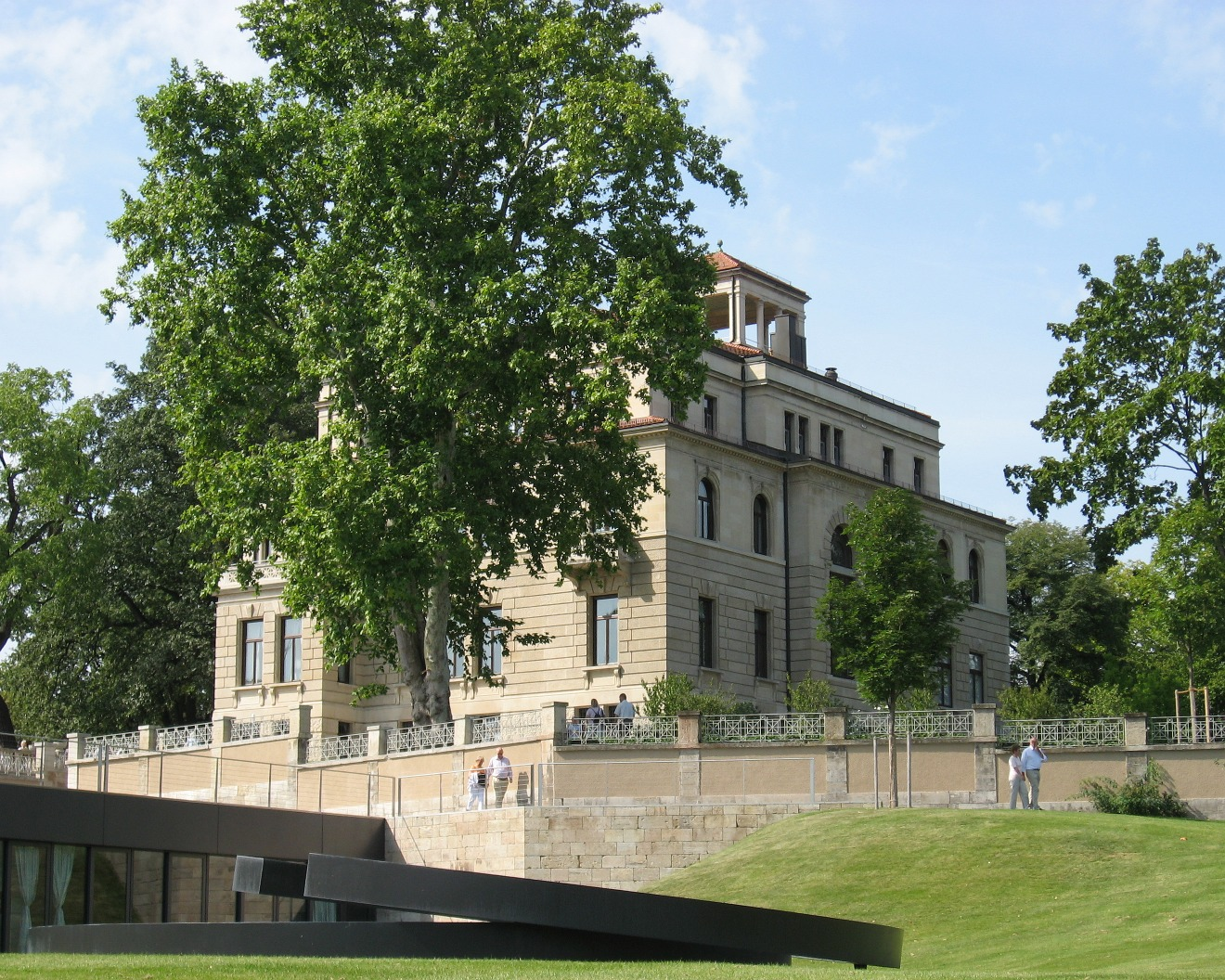
Вілла Роберта Боша у Штутгарті

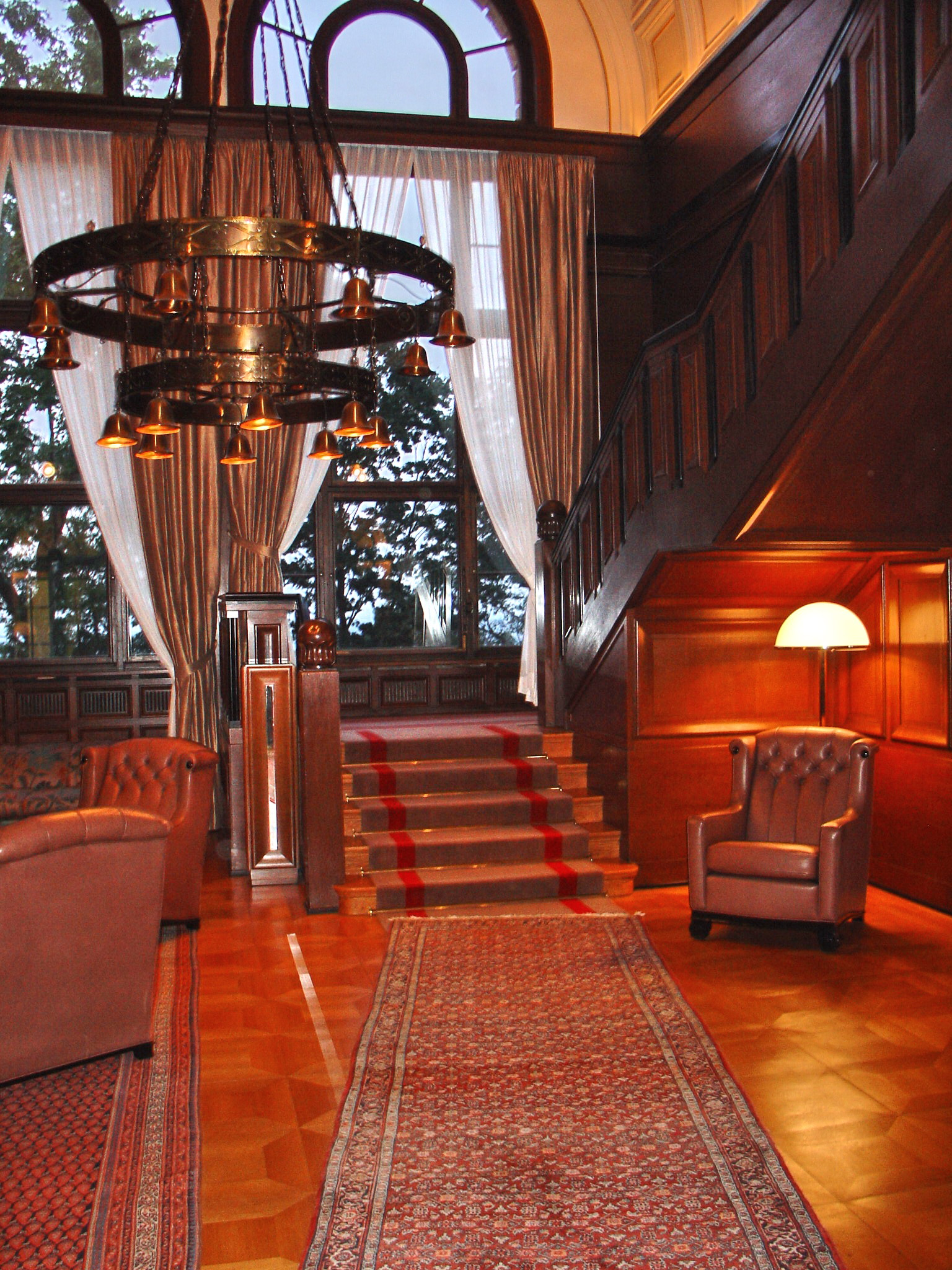
Інтер'єр будинку Роберта Боша

10 жовтня 1887 року Бош одружився з Анною Кайзер. У 1888 році у них народилась дочка Маргарита, у 1889 — дочка Паула, яка стала дружиною художника Георга Фрідріха Цунделя після його розлучення з Кларою Цеткін. У 1891 році у Бошів народився син Роберт, який помер у 1921 році від розсіяного склерозу. Після розпаду першого шлюбу у 1927 році Бош одружився з Маргаритою Верц. У них було двоє дітей — Роберт (нар. 1928) і Єва (нар. 1931).
Бош любив займатись сільським господарством і мав власну ферму, розташовану південніше від Мюнхена. Улюбленим заняттям Боша було полювання, яким його зацікавив батько ще у ранньому дитинстві.

### Спадок
Бош помер у 1942-му в Штутгарті на 81-му році життя. У своєму заповіті від 1937 року він вказав спрямувати дивіденди від акцій на благодійні цілі. На початку 1960-х років нащадки передали свої частки у фундацію «Robert Bosch GmbH» (фонд, заснований Бошем ще у 1921 році і згодом, названий його іменем). Ця організація володіє 92 % статутного капіталу концерну.

## Нагороди
- Почесний знак «Піонер праці» (23 вересня 1941)